# 1823
1823 (MDCCCXXIII) fue un año común comenzado en miércoles según el calendario gregoriano.

## Acontecimientos

### Enero
- 4 de enero: en España, el desbordamiento del río Guadalquivir provoca la inundación total de Sevilla.
- 28 de enero: en Chile abdica el director supremo: Bernardo O'Higgins.

### Febrero
- 27 de febrero: en Lima (Perú) sucede el motín de Balconcillo: el ejército se levanta en contra de la Junta Gubernativa tras la derrota de la Campaña de los Puertos Intermedios e instaura a José de la Riva Agüero como presidente de la República.

### Marzo
- 19 de marzo: Agustín I abdica voluntariamente al trono de México.
- 29 de marzo: en la ciudad de Cartago, entonces capital de Costa Rica un grupo de imperialistas ―sin saber que el Imperio mexicano había desaparecido hacía diez días―, toman el Cuartel de Armas y dan el primer golpe de Estado en la Historia de ese país: proclaman la anexión de Costa Rica al Imperio mexicano.
- 28 de marzo: en Argentina se libra la batalla de El Puesto.

### Abril
- 4 de abril: en la provincia de Buenos Aires (Argentina), el gobernador Martín Rodríguez funda el fuerte Independencia, origen de la actual ciudad de Tandil.
- 5 de abril: en las colinas de Ochomogo (unos 17 km al este de la villa de San José de Costa Rica) los republicanos vencen a los imperialistas (promexicanos) en la batalla de Ochomogo, la más importante de la primera guerra civil de Costa Rica.
- 7 de abril: España: Como consecuencia del Congreso de Verona, la Santa Alianza decidió el restablecimiento del absolutismo de Fernando VII en España y envió un numeroso contingente de tropas francesas (los Cien Mil Hijos de San Luis) que instauraría un nuevo período absolutista.

### Junio
- 2 de junio: en el volcán Kilauea (islas Hawái) a las 8:00 h sucede un terremoto de 7 grados en la escala sismológica de Richter.
- 13 de junio: en Perú, las tropas españolas ocupan y saquean Lima.
- 16 de junio: se fundó primer estado de la federación de México,  es Jalisco[1][2]

### Julio
- 1 de julio: el Congreso Constituyente de las Provincias Unidas del Centro de América aprueba una declaración que establece la independencia absoluta del territorio centroamericano.
- 15 de julio: en Roma se incendia la Basílica de San Pablo Extramuros.
- 19 de julio: el chileno Bernardo O’Higgins se exilia en Perú.
- 21 de julio: Nicaragua y Guatemala se separan de México.[3]
- 24 de julio: Chile declara la abolición de la esclavitud.
- 24 de julio: en Venezuela se libra la Batalla naval del Lago de Maracaibo.

### Agosto
- 31 de agosto al 23 de septiembre: en Cádiz (España) se libra la Batalla de Trocadero.

### Septiembre
- 8 de septiembre: en Florida (Estados Unidos) se firma el Tratado de Moultrie Creek, donde los seminolas ceden a los Estados Unidos sus tierras al norte de ese estado.
- 10 de septiembre: en Perú, el venezolano Simón Bolívar es nombrado presidente.
- 28 de septiembre: en Roma, el cardenal della Genga es elegido papa con el nombre de León XII.

### Noviembre
- 8 de noviembre: Toma de Puerto Cabello último reducto del imperio español en Venezuela.

### Diciembre
- 2 de diciembre: en los Estados Unidos, James Monroe expone la doctrina que lleva su nombre, estableciendo la neutralidad de los Estados Unidos en los asuntos europeos y exigiendo su reciprocidad.
- 22 de diciembre: en México se funda la aldea de Michoacán
- 29 de diciembre: Chile promulga una nueva Constitución Política.
- Diciembre: en Costa Rica, la ciudad de San José es nombrada capital de la nación.
- Diciembre: en Inglaterra se inventa el rugby.

## Música
- 3 de febrero: Gioachino Rossini estrena Semiramide.
- Beethoven publica su Sinfonía n.º 9 en re menor.

## Ciencia y tecnología
- G. Cuvier describe por primera vez el zifio común (Ziphius cavirostris).

## Nacimientos

### Enero
- 1 de enero: Manuel Baquedano, militar chileno (f. 1897).
- 8 de enero: Alfred Russel Wallace, naturalista británico, codescubridor, junto a Charles Darwin, de la selección natural (f. 1913).
- 9 de enero: Francisco Bilbao, escritor y político chileno.
- 9 de enero: Julián Gayarre, tenor español.

### Febrero
- 28 de febrero: Ernest Renan, escritor francés (f. 1892).

### Abril
- 4 de abril: Carl Wilhelm Siemens, ingeniero alemán (f. 1883).

### Julio
- 15 de julio: Alejandro de Hesse-Darmstadt, príncipe alemán.

### Octubre
- 4 de octubre: Wenceslao Cisneros, pintor, dibujante y litógrafo salvadoreño, (f. 1878).
- 19 de octubre: Ramón Plá y Monge, empresario español, (f. 1892).
- 21 de octubre: Emilio Arrieta, compositor español (f. 1894).
- 30 de octubre: Gerónima Montealegre de Carranza, primera dama y filántropa costarricense (f. 1892).

### Diciembre
- 7 de diciembre: Leopold Kronecker, matemático alemán (f. 1891).

## Fallecimientos

### Enero
- 21 de enero: Cayetano José Rodríguez, clérigo y poeta argentino (n. 1761).
- 26 de enero: Edward Jenner; médico inglés, inventor de la vacuna (n. 1749).
- 27 de enero: Charles Hutton; matemático Inglés (n. 1737).

### Marzo
- 14 de marzo: John Jervis; marino y militar inglés (n. 1735).

### Junio
- 29 de junio: José Olaya; mártir en la lucha de la independencia peruana.

### Julio
- 22 de julio: William Bartram; botánico y naturalista estadounidense (n. 1739).

### Agosto
- 20 de agosto: Pío VII, papa italiano.
- 22 de agosto: Lazare Carnot, matemático y político francés (n. 1753).

### Septiembre
- 11 de septiembre: David Ricardo, economista inglés (n. 1772).
- 17 de septiembre: Abraham Louis Breguet, físico, relojero y empresario suizo (n. 1747).

### Noviembre
- 7 de noviembre: Rafael de Riego, militar y político liberal español (n. 1784).

### Diciembre
- 13 de diciembre: Antonio Nariño, político colombiano, precursor de la independencia (n. 1765).